# Kassoges
Les Kassoges (Касоги en russe) sont un peuple circassien qui habitait les territoires au sud du Kouban. Soumis par les Bulgares, ils devinrent par la suite vassaux des Khazars et restèrent sous leur domination jusqu'à la chute de l'empire, vers les années 960. Ils luttèrent contre l'invasion de Sviatoslav Ier mais furent vaincus. Après la chute de l'Empire khazar, ils organisèrent des expéditions militaires dans le Caucase mais furent battus par les Russes en 1022. Les Kassoges sont considérés comme étant les ancêtres des Adyguéens.

## Sources
- Jacques Piatigorsky et Jacques Sapir, L'Empire Khazar, VIIe – XIe siècle — L'énigme d'un peuple cavalier, Éditions Autrement, France, 2005,  (ISBN 2-7467-0633-4).